# La ragazza dalla calda pelle
La ragazza dalla calda pelle (Riot on Sunset Strip) è un film del 1967, diretto da Arthur Dreifuss.

## Trama
Los Angeles, 1967, in piena cultura hippie Sunset Strip è un punto di riferimento per migliaia di giovani che, tra musica e droga, vi stazionano giorno e notte ed il dipartimento di polizia ferma quotidianamente decine di ragazzi ma senza risultato.
Il tenente Walt Lorimer utilizza metodi "morbidi" per arginare il fenomeno, guadagnandosi la simpatia dei giovani, ma senza riuscire a fermare lo spaccio di droga; egli ha una figlia, Andy, che frequenta il liceo ma, essendo separato dalla moglie, a causa del suo lavoro non riesce a passare molto tempo con lei ed una sera la comitiva della quale Andy fa parte occupa una villa per organizzare un festino ed alla ragazza viene fatta bere un'aranciata con all'interno una dose di LSD.
Approfittando dello stato confusionale della ragazza cinque giovani ne approfittano e, quando la polizia fa irruzione nella casa, il padre la scopre ancora sdraiata su un letto e, una volta giunti in ospedale, in un impeto di rabbia picchia alcuni giovani ed un poliziotto che aveva cercato di fermarlo e l'episodio fa esplodere la protesta degli hippies.